# Województwo bialskopodlaskie

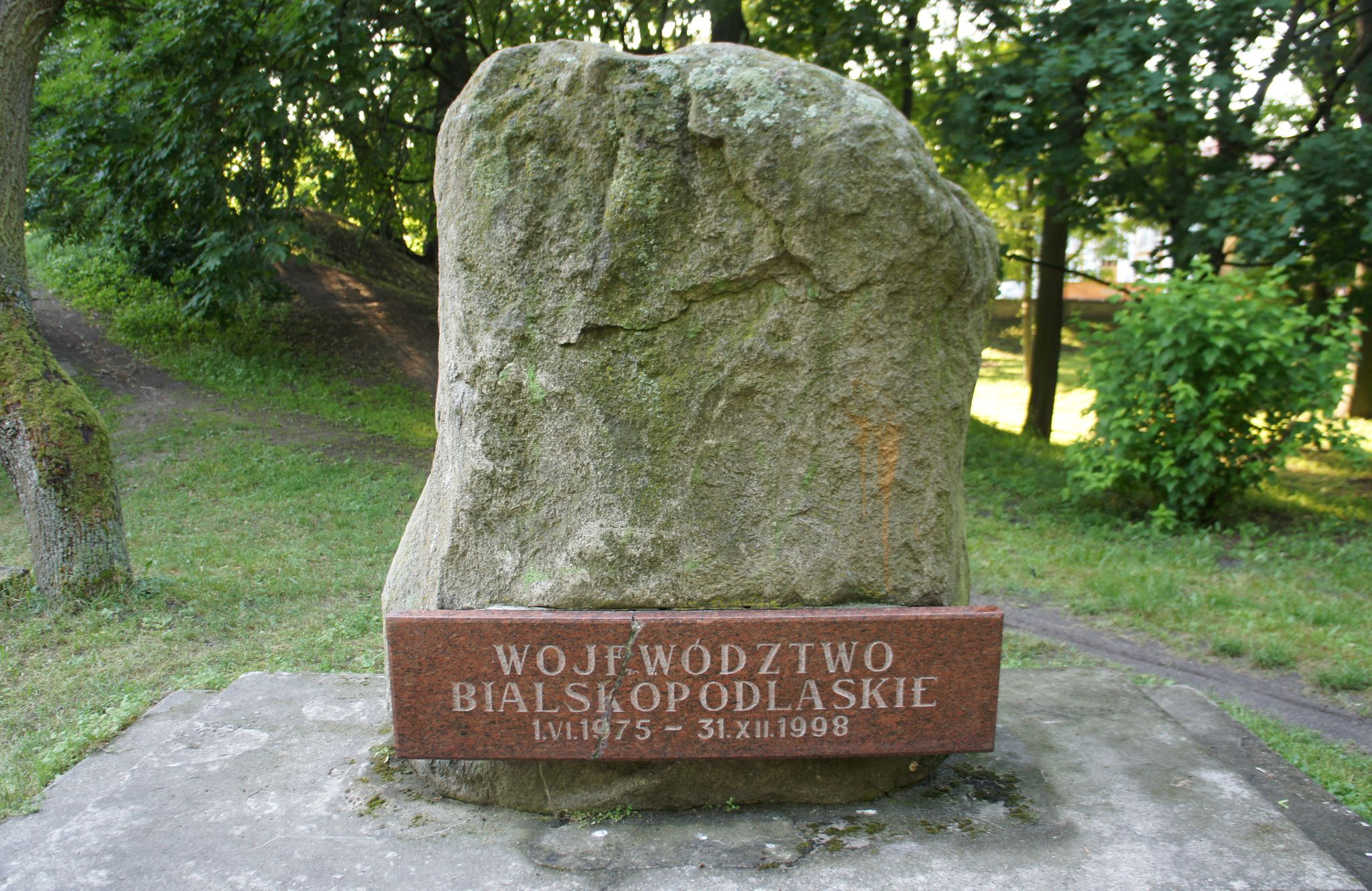
Symboliczny „grób” województwa bialskopodlaskiego w Białej Podlaskiej

Województwo bialskopodlaskie – jedno z 49 województw istniejących w latach 1975–1998. Położone było we wschodniej Polsce. Sąsiadowało z województwami: białostockim, siedleckim, lubelskim, chełmskim oraz do 1991 roku ze Związkiem Radzieckim, a od 1991 r. z niepodległą Białorusią.  W nowym podziale administracyjnym, od 1999 r. ziemie dawnego województwa znalazły się w województwie mazowieckim (powiat łosicki) oraz w lubelskim.

## Urzędy Rejonowe
- Urząd Rejonowy w Białej Podlaskiej dla gmin: Biała Podlaska, Hanna, Huszlew, Janów Podlaski, Kodeń, Konstantynów, Leśna Podlaska, Łomazy, Łosice, Olszanka, Piszczac, Platerów, Rokitno, Rossosz, Sarnaki, Sławatycze, Sosnówka, Stara Kornica, Terespol, Tuczna, Wisznice i Zalesie oraz miast Biała Podlaska i Terespol
- Urząd Rejonowy w Parczewie dla gmin: Dębowa Kłoda, Jabłoń, Milanów, Parczew, Podedwórze i Siemień
- Urząd Rejonowy w Radzyniu Podlaskim dla gmin: Czemierniki, Drelów, Kąkolewnica Wschodnia, Komarówka Podlaska, Międzyrzec Podlaski, Radzyń Podlaski, Ulan-Majorat i Wohyń oraz miast: Międzyrzec Podlaski i Radzyń Podlaski.

## Miasta
Ludność 31.12.1998
- Biała Podlaska – 59 047
- Międzyrzec Podlaski – 18 274
- Radzyń Podlaski – 16 852
- Parczew – 11 090
- Łosice – 7205
- Terespol – 6002

## Dane statystyczne (na 1.01.1998)
Powierzchnia – 5348 km²
Ludność – 309,0 tys.
Gęstość zaludnienia – 57,8 os./km²
Ludność miejska – 38%
Przyrost naturalny – 1,0%
Bezrobocie – 9,1%
Płace brutto – 942 zł.
Powierzchnia lasów – 22,7%
Użytki rolne – 69,2%
Emisja pyłów – 0,7 tys. ton (najmniej w Polsce).

## Ludność w latach
| Rok                    | Liczba mieszkańców |
| ---------------------- | ------------------ |
| 1975 (31 grudnia)      | 280,4 tys.         |
| 1976 (31 grudnia)      | 280,7 tys.         |
| 1977 (31 grudnia)      | 281,6 tys.         |
| 1978 (spis powszechny) | 283 827            |
| 1978 (31 grudnia)      | 283,9 tys.         |
| 1979 (31 grudnia)      | 285,3 tys.         |
| 1980 (31 grudnia)      | 286,4 tys.         |
| 1983 (31 grudnia)      | 293,7 tys.         |
| 1985 (31 grudnia)      | 297,9 tys.         |
| 1986                   | 299,7 tys.         |
| 1987                   | 301,1 tys.         |
| 1988                   | 303 tys.           |
| 1989 (31 grudnia)      | 304,5 tys.         |
| 1990 (30 czerwca)      | 305 tys.           |
| 1990 (31 grudnia)      | 305,3 tys.         |
| 1991 (31 grudnia)      | 306,2 tys.         |
| 1992 (31 grudnia)      | 308,5 tys.         |
| 1993 (30 czerwca)      | 308,7 tys.         |
| 1994 (31 grudnia)      | 309,7 tys.         |
| 1995 (30 czerwca)      | 309,4 tys.         |
| 1995 (31 grudnia)      | 309,5 tys.         |
| 1997 (31 grudnia)      | 309 tys.           |